# シラガホオジロ

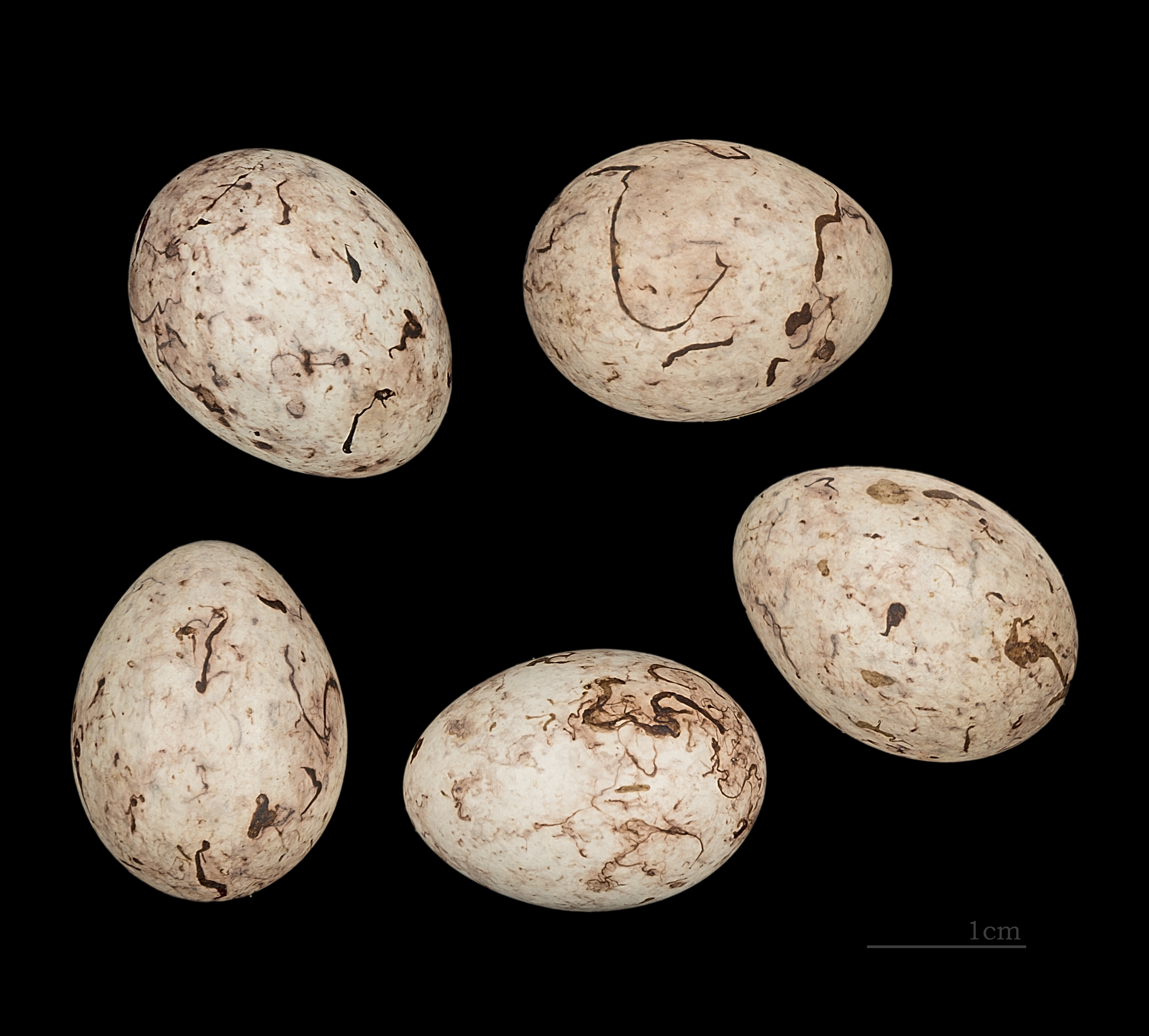
Emberiza leucocephalos

シラガホオジロ（白髪頬白、英: Pine Bunting、学名：Emberiza leucocephalos）は、スズメ目ホオジロ科の鳥類の1種である。

## 分布
旧北区に生息する。
日本では数少ない旅鳥または冬鳥として、北海道、本州、九州で記録がある。日本海側の島嶼部では、主に秋の渡りの時期に毎年観察される。

## 形態
体長約17cm。ホオジロ類では最も大きな種のひとつである。